# Момот, Яков Григорьевич
Яков Григорьевич Момот (1898—1973) — советский учёный, селекционер сои и сафлора, доктор сельскохозяйственных наук (1960), профессор (1962).
Родился 19.04.1898 в станице Баталпашинская.
Окончил Кубанский СХИ со званием ученого агронома (1924) и Курсы по генетике, селекции и семеноводству при Всесоюзном институте прикладной ботаники и новых культур и Государственном институте опытной агрономии в Ленинграде (1926).
В 1923—1924 гг. работал на семенной и селекционной плантации Института табаковедения.
С 1924 года — во Всесоюзном институте прикладной ботаники и новых культур (с 1930 г. ВИР): заведующий сортоучастками (1924—1927), ассистент, старший ассистент отдела сортоиспытания, учёный специалист и заместитель директора по научной части (1927—1933).
Арестован 02.03.1933, дело «эсеровско-народнической организации в ВИРе». Обвинение: 58-7, 58-11. Приговор от 21.04.1933: тройка ПП ОГПУ Ленинградского ВО — высылка в Казахстан на 3 года.
В ссылке: заведующий Казахстанским отделением Госсортосети (1934—1935); старший научный сотрудник по селекции масличных культур Казахского НИИ земледелия (1936—1937).
В 1937 году — заведующий секцией масличных культур Среднеазиатской опытной станции Всесоюзного института растениеводства (ВИР).
В 1938—1950 гг. работал на Милютинской (Узбекистанской) государственной селекционной станции по селекции масличных культур.
В 1947 году защитил кандидатскую диссертацию:
- Перспективы селекции сафлора и вопрос о применении в ней принудительного самоопыления как вспомогательного приема : диссертация … кандидата сельскохозяйственных наук : 06.00.00. — [Б. м.], 1945. — 136 с.

С 1950 года — доцент кафедры растениеводства Узбекского СХИ им. В. В. Куйбышева в Самарканде, читал курсы «Растениеводство» и «Новые лубяные культуры».
Решением Ленинградского городского суда от 28.12.1956 реабилитирован по делу 1933 года за недоказанностью предъявленного обвинения. После этого смог подготовить и защитить докторскую диссертацию:
- Сафлор : ботан.-агр. монография вида Carthamus tinctorius L. : диссертация … доктора сельскохозяйственных наук : 06.00.00. — Самарканд, 1959. — 367 с. : ил.

В 1964—1973 гг. профессор Великолукского сельскохозяйственного института.
Автор сорта сафлора Милютинский 114, районированного в 1950—1951 гг. для всех районов возделывания этой культуры в СССР (РСФСР, Узбексакая и Казахская ССР). Благодаря короткому вегетационному периоду он пригоден для возделывания в условиях пустынь, где даёт урожай сена 12-16 ц/га. Его всходы переносят заморозки до 6—10 градусов, что особенно важно для многих районов Казахстана.
Сочинения:
- Методика постановки опытов по сортоиспытанию важнейших полевых культур / сост. В. В. Талановым, В. И. Сазановым, С. И. Королевым, В. В. Талановой, Я. Г. Момот, А. А. Корниловым [и др.]. М. ; Л. : Сельхозгиз, 1930. 288 с.
- Семена и посев сои / Я. Г. Момот. — М. ; Л. : Сельхозгиз, 1932. −32с.
- Кoрoвий гoрoх [текст] / Момот Яков Григорьевич — Ленинград : Всесоюзный институт растениеводства, 1933. — 100 с. : ил.
- Соя в СССР / Я. Г. Момот; Под ред. проф. В. В. Таланова. — Москва ; Ленинград : Гос. с.-х. изд-во, 1930 (Ленинград : тип. «Красной газеты» им. Володарского). — 48 с. ; 18х13 см.
- Соя / Я. Г. Момот. Кукуруза / М. С. Калинин и В. Таланов. — Ленинград ; Москва : ВАСХНИЛ Всес. ин-та растениеводства НКЗ СССР Гос. изд-во с.-х. и колхоз.-кооп. лит., 1932 ([Ленинград] : тип. «Печатня»). — Обл., 340, [2] с., 19 вкл. л. ил. и красоч. карт. : ил., красоч. карт. ; 25х17 см.
- Я. Г. Момот «Культура сафлора в Узбекистане», Ташкент, 1956, 30 с.
- Сорта сои и районы их распространения /Я. Г. Момот // изд. ВИР, 1932. — 183 с.
- Апробация сои в СССР [Текст] / Я. Г. Момот ; НКЗ СССР. Всес. акад. с.-х. наук им. Ленина. Всес. ин-т растениеводства. Отд. сортоиспытания. — Ленинград : Ин-т растениеводства, 1932 (тип. Гидр. упр.). — Обл., 109 с. : ил.; 26х17 см.
- Культура табака в Узбекистане [Текст] : (опыт передовых хозяйств) / проф. Я. Г. Момот; под ред. А. А. Колдаева ; Узбекское респ. науч.-техн. о-во сел. хозяйства, М-во производства и заготовок сельхозпродуктов УзССР. — Ташкент : [б. и.], 1964. — 55 с. : ил.; 20 см.